# フアン・ビセンテ・ゴメス
フアン・ビセンテ・ゴメス・チャコン（Juan Vicente Gómez Chacón、1857年7月24日 - 1935年12月17日）は、ベネズエラ共和国の政治家、軍人、カウディーリョ。

## 生涯
アンデス山脈のタチラ州出身。牧童から牧場主となり、シプリアーノ・カストロの下で中央政府に入る。副大統領に任命されるが不仲になったため、カストロ不在の隙を突いてクーデターを起こし、1908年に政権を掌握して大統領に就任。
それからの27年間に軍事独裁体制を敷き、貿易の自由化と外資優遇政策をとり、自国の油田開発を進めた。1918年にマラカイボ湖で油田が発見されたことによりベネズエラは産油国となり、その莫大な収入によって最新装備の軍隊を手に入れ、各地方のカウディーリョを弱体化させた。また反対派を徹底的に弾圧し、「アンデスの暴君」と呼ばれた。
石油収入を元手に彼の築いた磐石な体制は1929年の大恐慌をも乗り切り、最後まで権力を維持し続け、1935年に死去。